# Jean-François Boisard
Pour les articles homonymes, voir Boisard.
Jean-François Boisard, né à Caen en 1762 et mort en 1821 est un fabuliste et peintre français.
Neveu du fabuliste Jean-Jacques Boisard, Jean-François Boisard s’était d’abord voué à la peinture mais, n’y obtenant aucun succès, l’abandonna pour la poésie où il ne fut pas plus heureux.
Après avoir émigré au commencement de la Révolution, il rentra en France pendant 1793, fut condamné à mort et n’échappa à la guillotine que par miracle. Menant une vie toujours errante et malheureuse, souvent séparé de sa femme qu’il chérissait et ne soulageant son infortune qu’au moyen des secours qu’il recevait de quelques protecteurs.

## Œuvres
- Fables dédiées au roi, Paris, G. Mathiot, 1817
- Fables faisant suite aux fables dédiées et présentées au Roi, Paris, Vigor Renaudière, 1821

## Pour approfondir